# Ligeria angusticornis
Ligeria angusticornis är en tvåvingeart som först beskrevs av Friedrich Hermann Loew 1847.  Ligeria angusticornis ingår i släktet Ligeria och familjen parasitflugor. Arten är reproducerande i Sverige. Inga underarter finns listade i Catalogue of Life.